# 兆基財經企業
兆基財經企業（英語：Shau Kee Financial Enterprises）是李兆基家族持有的投資基金，成立於2004年，成立時已擁有500億港元的資產。
在兆基財經企業成立前，李兆基已經經常以私人名義投資新股。2007年，李兆基表示兆基財經企業旗下資產大增至逾2000億元，但金融海嘯令兆基財經企業資產規模大跌。
2015年10月，兆基財經企業申請取消旗下香港子公司兆基財經的註冊。

## 旗下投資
- 新鴻基地產
- 陽光房地產基金